# The Age of Plastic
The Age of Plastic fue el primer álbum de estudio del grupo británico The Buggles, publicado en enero de 1980.
Es un álbum conceptual, con diversos temas de intensa nostalgia y ansiedad sobre los posibles efectos de la tecnología moderna.
Fue precedido por el enorme éxito de su primer sencillo, «Video Killed the Radio Star» (publicado el 7 de septiembre de 1979), el cual alcanzó el n.º 1 en las listas de éxitos de diversos países, incluyendo el Reino Unido. El tema es el n.º 2 de este álbum.
Se publicaron otros tres sencillos («Living in the Plastic Age», «Clean Clean» y «Elstree»), pero que obtuvieron poco éxito.

## Lista de canciones
1. Living in the Plastic Age (Downes, Horn) - 5:13
2. Video Killed the Radio Star (Downes, Horn, Woolley) - 4:13
3. Kid Dynamo (Downes, Horn) - 3:29
4. I Love You (Miss Robot) (Downes, Horn) - 4:58
5. Clean Clean (Downes, Horn, Woolley) - 3:53
6. Elstree (Downes, Horm) - 4:29
7. Astroboy (And The Proles On Parade) (Downes, Horn) - 4:41
8. Johnny On The Monorail (Downes, Horn) - 5:28
9. Island (canción adicional del CD. Fue la cara B del sencillo «Living in the Plastic Age»)
10. Technopop (canción adicional del CD. Fue la cara B del sencillo «Clean Clean»)
11. Johnny On The Monorail (A Very Different Version) (canción adicional del CD. Fue la cara B del sencillo «Elstree»)

El vídeo musical de la canción «Video Killed the Radio Star» fue el primer vídeo en ser transmitido por la cadena estadounidense MTV, el 1 de agosto de 1981.

## Equipo
- Trevor Horn - voz principal y coros, bajo.
- Geoff Downes - sintetizadores analógicos y piano eléctricos.
- Bruce Woolley - guitarra eléctrica en las pistas 1 y 2.
- Hans Zimmer - batería.
- Debi Doss - coros en la pista 2.
- Linda Jardim - coros en la pista 2.

- Datos: Q2704236